# West Haven-Sylvan
West Haven-Sylvan é uma Região censo-designada localizada no estado norte-americano de Oregon, no Condado de Washington.

## Demografia
Segundo o censo norte-americano de 2000, a sua população era de 7147 habitantes.

## Geografia
De acordo com o United States Census Bureau tem uma área de
6,9 km², dos quais 6,9 km² cobertos por terra e 0,0 km² cobertos por água.

## Localidades na vizinhança
O diagrama seguinte representa as localidades num raio de 8 km ao redor de West Haven-Sylvan.